# Баратц (Сасари)
Баратц је насеље у Италији у округу Сасари, региону Сардинија.
Према процени из 2011. у насељу је живело 20 становника. Насеље се налази на надморској висини од 47 м.